# Slano
Slano is een plaats in de gemeente Dubrovačko Primorje in de Kroatische provincie Dubrovnik-Neretva. De plaats telt 552 inwoners (2001).

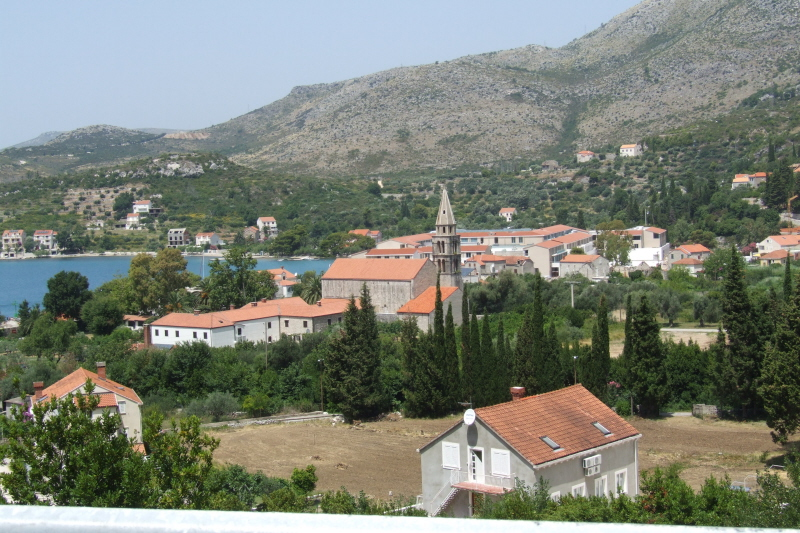
Slano
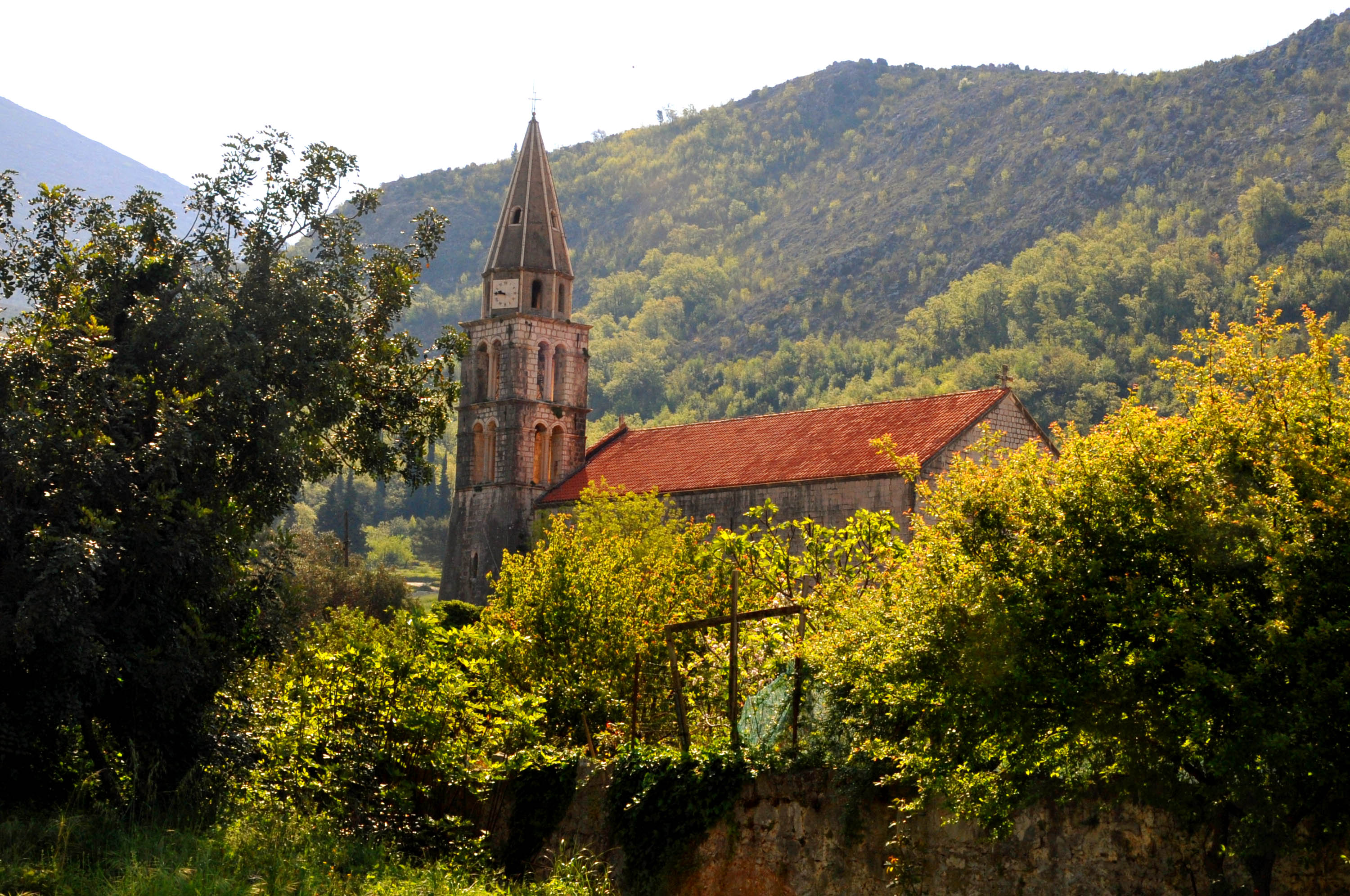
Kerk van Slano